# Call tracking
Call-tracking (кол-трекинг, отслеживание телефонных звонков) — метод учета офлайн-конверсий в интернет-маркетинге, это технология, которая делает возможной бизнес-модель «реклама с оплатой за звонок», позволяя связать количество входящих звонков с эффективностью рекламного канала, а также предоставляя дополнительную информацию о телефонных звонках. Измерение конверсии рекламы в звонки аналогично измерению онлайн-конверсий (обращений через сайт, форму заказа, e-mail, прочее). Таким образом, технология сall tracking аналогична системам веб-аналитики с той разницей, что она учитывает не только клики, но и звонки. Сквозная аналитика объединяет функционал веб-аналитики и колл-трекинга.

## Задачи и возможности отслеживания звонков
К задачам отслеживания звонков относятся оценка эффективности рекламных каналов, контроль работы контакт-центра (анализ звукозаписей, контроль количества пропущенных звонков), вычисление ROI, измерение затрат на привлечение клиентов среди любых рекламных носителей и оптимизация маркетингового бюджета в сторону более эффективных медиа-каналов.
С помощью данной технологии возможно фиксирование таких данных, как номер телефона с которого (и на который) звонили, результат звонка (принят или пропущен), длительность разговора, звукозапись разговора, кто позвонил и по какому каналу рекламы. На базе этих данных можно формировать отчеты об общем количестве звонков, количестве звонков по каждому рекламному каналу/отслеживаемому источнику трафика, а также количестве уникальных и повторных звонков и звонков по каждому рекламному каналу по дням с точностью до рекламного элемента, за которым закреплен подменный номер телефона.

## Принцип работы
В базовом варианте, для отслеживания звонков достаточно одного VoIP либо DID номера. Все звонки на этот номер отображаются в журнале звонков, что позволяет контролировать количество пропущенных звонков, их длительность и прочие параметры. Однако для отслеживания эффективности рекламных каналов требуется несколько номеров. Суть функционирования call tracking заключается в том, что за каждым рекламным каналом, который необходимо проанализировать, либо за каждым единовременным пользователем на сайте закрепляется телефонный номер, и потенциальный клиент видит только этот номер. При обращении пользователя по телефону его звонок переадресовывается в call-центр. Таким образом можно соотнести звонок на определенный номер с определенным рекламным источником (рекламной кампанией) или посетителем сайта. Схему работы с call tracking можно описать тремя шагами:
1. Необходимо определить, сколько рекламных каналов или какой объем трафика нужно отслеживать. Количество отслеживаемых рекламных каналов ограничено только количеством номеров, и как следствие — их стоимостью.
2. За каждым рекламным каналом или единовременным посетителем сайта закрепляется отдельный телефонный номер. В каждом рекламном источнике публикуется номер, предназначенный для этой рекламы.
3. На сайте куда направляется рекламный трафик ставится JavaScript’овый код, который запоминает каждого посетителя и подменяет номер телефона. Звонки на телефонные номера, используемые для отслеживания звонков, переадресовываются в call-центр, а данные каждого звонка фиксируются для дальнейшего анализа.

## Типы технологии
Все методы, используемые для отслеживания звонков подразделяют на две группы: автоматические, получившие наибольшую популярность, и полуавтоматические.
К автоматическим типам call tracking относят отслеживание звонков по источнику (статический метод) и отслеживание по сессии пользователя (динамический метод). Отслеживание звонков по источнику — классический метод, при котором каждый номер телефона закрепляется за конкретным источником перехода (канал, тип трафика, компания, ключевой запрос или их комбинация), что делает данный способ дорогостоящим. В результате этого, такой метод используется для анализа источников трафика, но не подходит для отслеживания по ключевым запросам. Соответственно, отслеживание по источнику не дает углубленных данных для анализа, чаще всего его применяют интернет-магазины с небольшими рекламным бюджетом и оборотом, у которых нет необходимости в глубинном анализе получаемых данных.
При использовании динамического отслеживания звонков (по сессии пользователя) номер телефона закрепляется за конкретной сессией пользователя. При отслеживании звонков по сессии пользователя, используя относительно небольшое количество номеров (зависит от того, сколько людей одновременно посещают сайт), возможно проанализировать все факторы, которые привели к конверсии в телефонный звонок, то есть предположительные ключевые фразы, источник перехода пользователей, которые в результате позвонили, что они делали на сайте и который по счёту это был визит пользователя на сайт. Также, данные о телефонном звонке могут передаваться в Google Analytics и другие системы веб-аналитики, что позволяет настроить цели в системе на телефонные звонки. Таким образом, для аналитики рекламных кампаний возможно получить еще больший объем исходных данных. Как следствие, рекламные кампании могут быть лучше оптимизированы. Кроме того, в данном методе выделяется дополнительный номер, необходимый при увеличении трафика. Суть работы динамического call-tracking состоит в том, что при совершении звонка программа фиксирует не только канал трафика, но и ключевые слова, по которым сформирован запрос, что обеспечивает глубокий анализ данных. Недостатком динамического отслеживания звонков является снижение точности и достоверности получаемых данных, так как пул телефонных номеров относительно невелик, и все номера находятся в непрерывной ротации между различными рекламными элементами, один и тот же номер может быть отнесен ко множеству сессий разных пользователей на весьма протяженном временном интервале. Когда система регистрирует звонок, ей приходится делать выбор из большого количества потенциально подходящих посетителей-кандидатов, когда-то видевших этот номер с момента запуска отслеживания. Финальный выбор производится по вероятностно-поведенческим моделям. Его средняя точность по разным оценкам составляет 70—90%.
Существует также комбинированный метод,  представляющий собой совмещение динамической и классической технологий. Данный метод позволяет использовать и динамическую подмену номеров на каналах (которые нужно анализировать детально), и классическую (там, где достаточно анализировать на уровне источников).
Полуавтоматическим методом является метод промокодов, который не предполагает использования телефонных номеров. Суть метода в том, что для каждого посетителя сайта на каждой странице сайта, размещается уникальный код (как вариант промокод, дающий скидку и др.). Код уникален для каждой просмотренной страницы, то есть если один и тот же посетитель открывает одну и ту же страницу несколько раз — он увидит разные коды. Во время звонка оператор спрашивает промокод, и таким образом появляется возможность связать промокод не просто с сессией посетителя, но с конкретным местом этой сессии. Полуавтоматический способ предоставляет наиболее точные данные. При этом он не является полностью автоматическим и требует ручной работы (вопрос оператора), что значительно ограничивает область его применения.

## Преимущества и недостатки
С использованием инструмента отслеживания звонков возможности маркетологов по расчету окупаемости инвестиций значительно вырастают. При покликовой схеме оплаты за рекламу и обращению клиентов по телефону, практически невозможно посчитать реальную стоимость привлечения клиента. Многие рекламные площадки злоупотребляют этим, продавая клики, которые никогда не конвертируются в заказы (клики с ботнетов, попап-ов). Анализируя количество звонков с каждого рекламного канала, становится очевидным целесообразность маркетинговых вложений по каждому каналу, что дает возможность эффективного перераспределения бюджета. Также, отслеживая звонки, открываются широкие возможности для экспериментов с рекламой.
Несмотря на ряд преимуществ, call tracking имеет свои ограничения и недостатки. Так, например, необходимость использования отдельных телефонных номеров для каждого рекламного канала ведет к «размыванию» основного телефонного номера (крупные бизнесы, как правило используют «красивые» телефонные номера, состоящие из повторяющихся цифр). Также, если стоит задача отслеживания эффективности большого объема трафика, стоимость динамического кол-трекинга может быть весьма внушительной, но если основную часть обращений в компанию составляют заявки или покупки через корзину (не звонки), экономическая целесообразность применения кол-трекинга стремительно падает. В ситуации, когда 80 % и больше обращений клиентов происходит не по телефону, а через онлайн формы, как правило, возможностей веб-аналитики достаточно для оценки эффективности рекламы и использование call tracking’а является необязательным.
К минусам можно отнести также погрешность в аналитике входящих звонков, когда пользователи после однократной сессии могут сохранить подменный номер телефона, который увидели на сайте в определенный период времени, а позже набрать по этому номеру, который уже не будет в системе привязан к той самой сессии посещения и в аналитике не получится корректно привязать источник перехода пользователя и  привязать его к заказу, если он был совершен.

## Алгоритмы работы кол-трекинга
Существует ряд алгоритмов, которые влияют на точность работы динамического кол-трекинга и на сегодняшний день являются отраслевыми стандартами.
1. Алгоритм "Woodpecker - прозвонщик номеров".
Суть алгоритма в том, что система регулярно автоматически совершает прозвоны телефонных номеров из пула подмены. Конечный пользователь их не заметит, но в случае неработоспособности телефонного номера получит уведомление. Если в ходе этой проверки звонок не проходит до платформы кол-трекинга, данный телефонный номер временно исключается из подмены. Как только номер становится доступным, то система его автоматически включает в пул динамической подмены.
2. Алгоритм "Селективный кол-трекинг"
Данный алгоритм динамического кол-трекинга позволяет использовать определенный пул номеров для пользователей из заданного региона или источника трафика, а также ограничивать подмену по этим условиям.
3. Алгоритм "Защита от повторных звонков"
Особенность этого алгоритма в том, что если звонок проходит с уже звонившего телефона, то информация по данному переходу не отображается в аналитике. Однако если в момент звонка на сайте находится тот же пользователь, то данный переход добавляется в историю пользователя.
4. Алгоритм "Windhover ("пустельга") - продление сессии по движению мышки".
Благодаря этому решению телефонный номер закрепляется за пользователем столько времени, сколько он активно пользуется сайтом (учитывается движение мышки), а также добавляется фиксированное время закрепления номера по завершения работы. В случае если пользователь отвлекся и вернулся на сайт спустя 25 минут, его сессия уже завершилась, а телефонный номер высвободился. Но как только посетитель сайта снова продолжит двигать мышкой на сайте, код обновится. Если ранее закрепленный за ним номер свободен, он будет показан пользователю, если нет - выделяется новый, но основная суть в том, что таким образом сессия продлится и источник перехода определится корректно.
5. Алгоритм "Склеивание сессий"
Данное решение дает возможность в настройках кол-трекинга задавать определенное время, в течение которого продленные сессии будут объединяться в один переход. Данный метода также учитывает, что если пользователь вернется на сайт с другого рекламного канала, но в рамках заданного времени, то этот переход будет уже считаться новым.
6. Алгоритм "Гибридные сессии"
Этот алгоритм учитывает разную активность пользователей на сайте и таким образом закрепляет телефонный номер на разное время. Такое решение дает возможность экономить пул телефонных номеров, охватить большее количество активных пользователей, закрепить им номера на более длительный период времени и тем самым повысить точность коллтрекинга.
7. Алгоритм на основе математического анализа. Анализирует детализацию звонков сотового оператора, а также статистику из "Яндекс.Метрики" и Google Analytics.